# Joodse begraafplaats (Beilstein)
De Joodse begraafplaats Beilstein (Jüdische Friedhof Beilstein) is een joodse dodenakker in Beilstein in het Landkreis Cochem-Zell in de Duitse deelstaat Rijnland-Palts.
De begraafplaats is een beschermd monument.

## Locatie
De begraafplaats ligt op de zuidelijke deel van de burchtberg hoog boven de Moezel.

## Geschiedenis
De joodse grafakker werd vermoedelijk in de 17e eeuw aangelegd. Het diende ook voor de joden uit Bruttig, Ediger-Eller, Bremm, Senheim en Mesenich als begrafenisplaats. De oudste nog leesbare grafsteen is van 1818 (Rafael, zoon van Moshe, gestorven op 10 november 1818). De laatste begrafenis vond in 1938 plaats.
Het kerkhof werd in de nationaalsocialistische tijd geschonden en deels geruimd. Na 1945 werden de stenen weer opgesteld, echter niet allemaal op de oorspronkelijke plek.
Op de begraafplaats met een oppervlakte van 14,05 are bleven circa 110 stenen bewaard.